# Skewb Ultimate

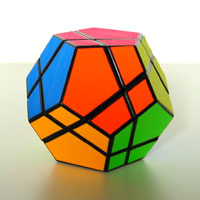
Een Skewb Ultimate.

De Skewb Ultimate is een twaalfzijdige variant op de Skewb, een variant op de Rubiks kubus. Deze puzzel is vrij zeldzaam en staat ook bekend onder de naam Pyraminx Ball. De puzzel werd in 2000 ontworpen door Tony Fisher en geproduceerd door Uwe Mèffert. De puzzel heeft twee kleurvariaties: één heeft twaalf unieke kleuren terwijl de andere slechts zes unieke kleuren heeft waarbij tegenovergestelde zijden dezelfde kleur hebben.